# Istra
Istra (lat. Histria, tal. Istria, čakavski Istrija, Jistra) je najveći hrvatski i jadranski poluotok. Nalazi se na zapadnom dijelu Hrvatske, na sjevernome dijelu Jadrana, na teritoriju Hrvatske, Slovenije i Italije.

## Zemljopis
Zemljopisna granica Istre ide linijom od uvale Milje (tal. Muggia), do uvale Preluka. Zapadna obala Istre je plića i razvedenija, dok je istočna strma i slabije naseljena. Istru se obično dijeli na tri dijela:
- Crvena Istra (zapadna obala) – gdje prevladava crveno-smeđa zemlja (crljenica)
- Siva Istra (središnja Istra) – zbog sivog glinenastog tla
- Bijela Istra (padine Učke i istočni dio poluotoka) – zbog kamenitog tla

Istočna obala Istre (tzv. Liburnija, odnosno gradovi Brseč, Lovran, Opatija, Volosko, Matulji, Kastav), odnosno zapadni dio Kvarnerskog zaljeva gravitiraju Rijeci, pa je prilikom kreiranja županija 1993. godine taj dio Istre administrativno dodijeljen Primorsko-goranskoj županiji, dok veći dio hrvatskoga dijela Istre koji gravitira Puli administrativno se nalazi u Istarskoj županiji, koja se prostire na površini od 2.813 km². Važniji gradovi i općine u Istri su Pula, Pazin, Poreč, Rovinj, Opatija, Buje, Umag, Novigrad, Labin, Buzet, Motovun (svi u Hrvatskoj), te Kopar i Piran u Sloveniji.

## Povijest
Naziv Istra potječe od imena prapovijesnog plemena / naroda Histri, koje je živjelo u tom području. Rimljani Histre opisuju kao zloglasne gusare koji su znali iskoristiti činjenicu što su zbog brojnih plićaka istarske obale vrlo opasne za plovidbu. Rimljani su Istru osvojili tek nakon dva vojna pohoda – 178. i 177. godine pr. Kr. kada ih pobjeđuje konzul Manlije Vulzon. Zadnji otpor Histri su pružili u svom sjedištu Nezakciju (lat. Nesactium) pokraj Pule. Prema Titu Liviju, posljednji branitelji, uključujući i posljednjeg kralja Epulona život su si oduzeli bacivši se sa zidina grada. Po tome događaju Nezakcij se često uspoređuje s Masadom.
Nakon pada Zapadnog Rimskog carstva, Istrom su naizmjence vladali Bizant i Sveto Rimsko Carstvo. Od sredine 15. stoljeća veći dio Istre dolazi pod vlast Mletačke Republike, a nakon njenog nestanka Istrom vlada Austrijsko Carstvo, uz kratkotrajni prekid kada u sklopu Ilirskih provincija u Istri vlada Francuska. Nakon I. svjetskog rata Istra biva pripojena Kraljevini Italiji, a Hrvatske i Slovenske težnju za priključenjem Istre prihvaća politika Kraljevine Jugoslavije, koja je s Italijom bila u napetim odnosima. Velika Britanija obećava pučistima koji su 1941. godine izvršili državni udar u Kraljevini Jugoslaviji sa svrhom uvlačenja te zemlje u Drugi svjetski rat, između ostaloga, da će nakon kraja rata podržati jugoslavenski zahtjev za priključenjem Istre. Odlučni doprinos priključenju Istre Hrvatskoj ipak je imao masovni narodni ustanak u Istri 1941., i okolnost da su na kraju rata Istru zauzele snage Nove Jugoslavije, koje su se u ono vrijeme mogle osloniti na značajnu podrčku Sovjetskog saveza.

## Stanovništvo
██ sjevernočakavski
██ buzetski ili gornjomiranski
██ srednječakavski
██ južnočakavski
██ jugozapadni istarski
Na prostoru Istre može se izdvojiti dio u sastavu Hrvatske koji obuhvaća oko 90% istarskog poluotoka i u kojem žive većinom Hrvati s oko 75% stanovništva dok manjine čine oko 25% stanovništva od čega Talijani 7% a ostatak razni drugi narodi.[nedostaje izvor] Istra u sastavu Slovenije obuhvaća oko 9% istarskog poluotoka, a Slovenci su apsolutno većinsko stanovništvo. Istra u sastavu Italije obuhvaća manje od 1% površine Istre i obuhvaća svega dvije male općine kod Trsta od kojih su u jednoj većinski Slovenci, a u drugoj Talijani.
Velika većina stanovnika hrvatskog dijela Istre govori čakavskim narječjem hrvatskog jezika. U nekima od tih govora (blizu granice sa Slovenijom) koristi se upitna zamjenica "kaj" pa se oni često pogrešno smatraju kajkavcima. Struktura i karakteristike tih govora izrazito su čakavske. U nekim gradovima zapadne obale, te nekim selima na Bujštini živi i talijanska manjina (7% stanovništva) koja govori talijanskim jezikom. U slovenskom dijelu Istre govori se slovenskim jezikom, a slično kao i u hrvatskom dijelu Istre, u malom je broju zastupljena i talijanska manjina. 
Na istoku Istre, podno Ćićarije, u nekoliko manjih sela žive Istrorumunji ili Ćići, stanovništvo rumunjskog podrijetla koje govori vlastitim (istrorumunjskim) jezikom koji je mješavina rumunjskog i hrvatskog i danas su to uglavnom Hrvati.
Prema popisu stanovništva iz 2001. vidi se broj stanovnika po općinama te kojim jezikom govore.
| Općina             | država    | Stanovnika | Govornici talijanskog | Govornici hrvatskog/slovenskog |
| ------------------ | --------- | ---------- | --------------------- | ------------------------------ |
| Labin              | Hrvatska  | 12426      | 03.09%                | 92.62%                         |
| Buje               | Hrvatska  | 5340       | 39.66%                | 53.76%                         |
| Novigrad           | Hrvatska  | 4002       | 15.32%                | 77.59%                         |
| Vodnjan            | Hrvatska  | 5651       | 19.93%                | 73.16%                         |
| Poreč              | Hrvatska  | 17460      | 06.42%                | 87.12%                         |
| Buzet              | Hrvatska  | 6059       | 00.87%                | 96.63%                         |
| Pazin              | Hrvatska  | 9227       | 01.21%                | 97.56%                         |
| Pula               | Hrvatska  | 58594      | 04.87%                | 88.38%                         |
| Rovinj             | Hrvatska  | 14234      | 10.81%                | 81.85%                         |
| Umag               | Hrvatska  | 12901      | 20.70%                | 72.87%                         |
| Bale               | Hrvatska  | 1047       | 22.54%                | 75.36%                         |
| Barban             | Hrvatska  | 2802       | 00.39%                | 99.21%                         |
| Brtonigla          | Hrvatska  | 1579       | 41.29%                | 52.83%                         |
| Cerovlje           | Hrvatska  | 1745       | 00.46%                | 99.31%                         |
| Fažana             | Hrvatska  | 3050       | 04.66%                | 90.75%                         |
| Gračišće           | Hrvatska  | 1433       | 00.28%                | 99.16%                         |
| Grožnjan           | Hrvatska  | 785        | 66.11%                | 29.17%                         |
| Kanfanar           | Hrvatska  | 1457       | 01.51%                | 96.23%                         |
| Karojba            | Hrvatska  | 1489       | 00.94%                | 97.99%                         |
| Kaštelir-Labinci   | Hrvatska  | 1334       | 07.80%                | 88.23%                         |
| Kršan              | Hrvatska  | 3264       | 00.40%                | 94.49%                         |
| Lanišće            | Hrvatska  | 398        | n.p.                  | 98.99%                         |
| Ližnjan            | Hrvatska  | 2945       | 08.05%                | 88.29%                         |
| Lupoglav           | Hrvatska  | 929        | 00.32%                | 98.82%                         |
| Marčana            | Hrvatska  | 3903       | 00.74%                | 97.72%                         |
| Medulin            | Hrvatska  | 6004       | 03.05%                | 89.77%                         |
| Motovun            | Hrvatska  | 983        | 15.46%                | 81.28%                         |
| Oprtalj            | Hrvatska  | 981        | 32.11%                | 65.04%                         |
| Pićan              | Hrvatska  | 1997       | 00.95%                | 98.05%                         |
| Raša               | Hrvatska  | 3535       | 02.63%                | 94.29%                         |
| Sveta Nedelja      | Hrvatska  | 2909       | 01.51%                | 97.32%                         |
| Sveti Lovreč       | Hrvatska  | 1408       | 01.49%                | 96.38%                         |
| Sveti Petar u Šumi | Hrvatska  | 1011       | 00.30%                | 99.21%                         |
| Svetvinčenat       | Hrvatska  | 2218       | 01.17%                | 97.16%                         |
| Tinjan             | Hrvatska  | 1770       | 00.79%                | 98.59%                         |
| Višnjan            | Hrvatska  | 2187       | 08.78%                | 89.44%                         |
| Vižinada           | Hrvatska  | 1137       | 08.36%                | 90.59%                         |
| Vrsar              | Hrvatska  | 2703       | 02.96%                | 90.75%                         |
| Žminj              | Hrvatska  | 3447       | 01.28%                | 97.80%                         |
| Milje              | Italija   | 13208      | 94.80%                | 04.80%                         |
| Dolina             | Italija   | 6025       | 29.20%                | 70.50%                         |
| Koper              | Slovenija | 47539      | 02.20%                | n.p.                           |
| Izola              | Slovenija | 14549      | 04.30%                | n.p.                           |
| Piran              | Slovenija | 16758      | 07.00%                | n.p.                           |
| Lovran             | Hrvatska  | 3987       | 01.71%                | 92.65%                         |
| Opatija            | Hrvatska  | 12719      | 04.64%                | 93.81%                         |
| Mošćenička Draga   | Hrvatska  | 1641       | 00.91%                | 95.67%                         |

## Sport
Pljočkanje, tradicijska igra iz antičkih vremena uvrštena u popis nematerijalnih kulturnih dobara RH, prisutna je u Istri, Dalmaciji, Provansi, Sardiniji, Siciliji, grčkim otocima i na Cipru. Istarski Pljočkarski Savez jedini je savez u svijetu za taj šport.
100 milja Istre je prva hrvatska ultra trail utrka i prva hrvatska utrka na sto milja.
Biciklistička utrka Kroz Istru koja se održava od 1949. dio je juniorskoga svjetskog kupa i najdugovječnija hrvatska biciklistička etapna utrka.
Desetljećima se održavao Istarski rally.
U Istri se nalazi ponajveći broj lokacija za surfanje na valovima u Hrvatskoj.
Održavaju se Utrke tovara. Najdugovječnija utrka tovara u Istri je ona u Orbanićima koja se održava od 1969.

## Poveznice
- Povijest Istre
- Istarska županija
- Istarska marka
- asteroid 183 Istria
- Istarska akademija znanosti i kulture
- Porečko-pulska biskupija
- Arhitektura secesije u Istri
- Arhitektura historicizma u Istri

## Vanjske poveznice
- Turistička zajednica Istarske županije
- Detaljna karta Istre  Arhivirana inačica izvorne stranice od 26. travnja 2010. (Wayback Machine)
- Istra regija koju ćete zavoljeti!
- Geografija.hr  Arhivirana inačica izvorne stranice od 22. lipnja 2007. (Wayback Machine) Esuli ili optanti?
- IstriaNet
- Poznati stanovnici Istre
- Cartoline storiche dell'Istria, di Fiume, del Quarnaro e della Dalmazia